# Elizabeth Ionescu
Elizabeth Ionescu (* 28. April 2008) ist eine US-amerikanische Tennisspielerin.

## Karriere
Ionescu begann mit drei Jahren das Tennisspielen und bevorzugt Hartplätze. Sie spielt bislang vor allem Turniere auf der ITF Junior Tour und der ITF Women’s World Tennis Tour, wo sie bisher einen Titel im Doppel gewinnen konnte.
2023 wurde sie im November nationale Meisterin der USA in der Altersklasse U18 im Indianapolis Racquet Club in Indiana, wo sie Capucine Jauffret mit 6:3 und 6:3 im Finale schlug.

### College Tennis
Ionescu hat eine mündliche Vereinbarung mit der University of Texas at Austin, dass sie ab Herbst 2026 für das Damentennisteam der Texas Longhorns spielen wird.

## Turniersiege

### Doppel
| Nr. | Datum        | Turnier        | Kategorie | Belag             | Partnerin         | Finalgegnerinnen      | Ergebnis         |
| --- | ------------ | -------------- | --------- | ----------------- | ----------------- | --------------------- | ---------------- |
| 1.  | 8. März 2025 | Trois-Rivieres | ITF W15   | Hartplatz (Halle) | Christasha McNeil | Dasha Ivanova Amy Zhu | 6:2: 2:6, [10:2] |

## Privates
Elizabeth ist die Tochter von Florin Ionescu, der Rumänien bei den Olympischen Spielen 1996 und 2000 im Hindernislauf vertrat und Simona Ionescu, die Mitglied der rumänischen Leichtathletik-Nationalmannschaft war und an 400-Meter- und 800-Meter-Läufen teilnahm.